# (34194) Serenajing
2000 QW52 (asteroide 34194) é um asteroide da cintura principal. Possui uma excentricidade de 0.05326950 e uma inclinação de 5.32168º.
Este asteroide foi descoberto no dia 24 de agosto de 2000 por LINEAR em Socorro.